# Susana Marcos Celestino
Susana Marcos Celestino (Salamanca, 25 de setembre de 1970) és una física espanyola especialitzada en òptica aplicada a la visió humana. El 2019 va rebre el Premi Nacional d'Investigació concedit pel Ministeri de Ciència, Innovació i Universitats.
Llicenciada en Física a la Universitat de Salamanca, on també va realitzar el doctorat. Treballà com a becària al Consell Superior d'Investigacions Científiques (CSIC) gràcies a un programa de Beques d'Introducció a la Investigació. Posteriorment, es va formar en diferents institucions d'Europa i els Estats Units amb estudis postdoctorals; passà tres anys a la Universitat Harvard com a investigadora, i a la tornada a Espanya, va aconseguir un lloc al CSIC, primer com a científica titular i després com a professora d'investigació. Actualment es la directora del laboratori d'Òptica Visual i Biofotònica de l'Institut d'Òptica del Consell Superior d'Investigacions Científiques, i professora d'investigació al mateix CSIC. El seu treball ha generat innovació i impacte en la indústria oftalmològica així com una millora en el diagnòstic i tractament de problemes oculars, el que pot ajudar a milions de pacients al món. La seva tasca li ha valgut nombrosos premis i distincions.
Pionera a la investigació de noves tècniques per a avaluar les propietats òptiques a la visió humana, Marcos ha creat tècniques no invasives per a avaluar les propietats òptiques i estructurals de l'ull i les aplicades a l'estudi de la biologia del sistema visual, aconseguint un diagnòstic temporal de malalties oculars, la millora de cataractes de les lents intraoculars, i la detecció de patògens oculars, o en el tractament de la presbícia, entre altres àrees.
Marcos és coinventora de 14 famílies de patents, i el seu treball ha estat reconegut per les societats més prestigioses en el camp de l'òptica, amb guardons com el Premi Adolph Lomb de l'Optical Society of America i el premi ICO de la Comissió Internacional d'Òptica. Ha ocupat diversos càrrecs en societats científiques nacionals i internacionals, entre els quals destaca el càrrec actual de director de la Gran Societat de l'Optptica d'Amèrica. També ha participat en comissions editorials en Vision Research, Biomedical Optics Express i Óptica. L'any 2015 se li va concedir el Premi de Física, Innovació i Tecnologia de la Reial Societat Espanyola de Física-Fundació BBVA.
En un dels seus projectes actuals d'investigació, finançat pel Consell Europeu d'Investigació (ERC), aspira a desenvolupar una llicència intraocular que simuli la capacitat de l'ull d'enfocar-se contínuament. L'objectiu és combatre la presbícia, una disfunció associada a l'edat que afecta 209 milions de persones a Europa (el 44% de la població).

## Premis
El 2019 va rebre el Premi Nacional d'Investigació concedit pel Ministeri de Ciència, Innovació i Universitats. Es tracta del reconeixement més important que es concedeix a Espanya en l'àmbit de la investigació científica.
El jurat de la V Edició del Premi «Julio Peláez a las Mujeres Pioneras de la Física, la Química y las Matemáticas» de la Fundació Tatiana Pérez de Guzmán el Bueno, li atorgà el 2020 el guardó -ex aequo amb Josefa Yzuel.